# نگار (فیلم)
نگار فیلمی به کارگردانی و تهیه‌کنندگی رامبد جوان است که فیلمنامه آن توسط احسان گودرزی نوشته شده‌است و محصول سال ۱۳۹۴ است. فیلمبرداری این اثر از ۲۷ آذر ۹۴ آغاز و ۱ اسفند ۹۴ به پایان رسید و اولین نمایش آن در سی و پنجمین دوره جشنواره فیلم فجر بود. این فیلم نامزد کسب ۹ سیمرغ بلورین شده و توانست موفق به کسب سیمرغ بلورین بهترین موسیقی متن از جشنواره فیلم فجر شود. همچنین در سی و پنجمین جشنواره جهانی فیلم فجر نیز به نمایش گذاشته شد.

## خلاصه فیلم
این فیلم به ماجرای جنایی پرداخته جایی که نگار جواهریان نقش دختری به نام نگار را بازی می‌کند. او دختر خانواده‌ای نیمه مرفه و اصیل است، پدر او دریک معامله اقتصادی شکست خورده و با اسلحه خودکشی کرده‌است. این تحلیلی است که پلیس نسبت به مرگ او اعلام می‌کند اما نگار این تحلیل را باور ندارد و برای رسیدن به اصل ماجرا تصمیم می‌گیرد که روزهای آخر پدر را مرور کند.
همچنین در خلاصه اولیه آمده: ما به این ته سیگار رژلبی مشکوکیم، ولی این کمکی به ما نمی‌کنه!

## بازیگران
| بازیگر          | نقش           |
| --------------- | ------------- |
| نگار جواهریان   | نگار ولیان    |
| محمدرضا فروتن   | پیمان         |
| مانی حقیقی      | وحید بهتاش    |
| آتیلا پسیانی    | رضا بهمنی     |
| افسانه بایگان   | نسرین         |
| فریبا کامران    | بیتا          |
| علیرضا شجاع‌نوری | فرامرز ولیان  |
| اشکان خطیبی     | فروشنده اسلحه |
| علیرضا آقاخانی  | سرهنگ محمدی   |

## جوایز

### سی و پنجمین دوره جشنواره فیلم فجر
| قسمت              | نامزد                      | نتیجه    | جایزه        |
| ----------------- | -------------------------- | -------- | ------------ |
| بهترین کارگردانی  | رامبد جوان                 | نامزدشده | سیمرغ بلورین |
| بهترین طراحی لباس | نگار نعمتی (طراحی لباس)    | نامزدشده | سیمرغ بلورین |
| بهترین تدوین      | بهرام دهقانی               | نامزدشده | سیمرغ بلورین |
| بهترین صدابرداری  | وحید قدسی                  | نامزدشده | سیمرغ بلورین |
| بهترین موسیقی متن | کریستف رضاعی               | برنده    | سیمرغ بلورین |
| بهترین فیلمبرداری | بهرام بدخشانی              | نامزدشده | سیمرغ بلورین |
| بهترین صداگذاری   | حسین ابوالصدق              | نامزدشده | سیمرغ بلورین |
| بهترین عکس        | مریم تخت‌کشیان              | نامزدشده | سیمرغ بلورین |
| بهترین طراحی صحنه | امیرحسین قدسی (طراحی صحنه) | نامزدشده | سیمرغ بلورین |

### سی و ششمین دوره جشنواره فیلم فجر
| قسمت               | نامزد         | نتیجه    |
| ------------------ | ------------- | -------- |
| بهترین طراحی پوستر | احسان برآبادی | نامزدشده |

### هجدهمین دورهجشن حافظ
| قسمت                      | نامزد                      | نتیجه    |
| ------------------------- | -------------------------- | -------- |
| بهترین کارگردانی          | رامبد جوان                 | نامزدشده |
| بهترین تدوین              | بهرام دهقان                | نامزدشده |
| بهترین موسیقی فیلم        | کریستف رضاعی               | نامزدشده |
| بهترین دستاورد فنی و هنری | امیرحسین قدسی و نگار نعمتی | نامزدشده |

### سومینجشنواره سینه‌ایران
| قسمت                    | نامزد      | نتیجه |
| ----------------------- | ---------- | ----- |
| جایزه بهترین فیلم مردمی | رامبد جوان | برنده |